# Croatian Juniors 2010
Das Croatian Juniors 2010 fand als bedeutendstes internationales Nachwuchsturnier von Kroatien im Badminton vom 8. bis zum 10. Oktober 2010 in Poreč statt.

## Sieger und Platzierte
| Disziplin    | Gold                            | Silber                            | Bronze                           |
| ------------ | ------------------------------- | --------------------------------- | -------------------------------- |
| Herreneinzel | Tri Prasetyo                    | Michael Teuber                    | Alexandr Sorokin                 |
| Herreneinzel | Tri Prasetyo                    | Michael Teuber                    | Kirill Boyarskiy                 |
| Dameneinzel  | Kateřina Tomalová               | Lucie Černá                       | Urška Polc                       |
| Dameneinzel  | Kateřina Tomalová               | Lucie Černá                       | Lucie Kolarová                   |
| Herrendoppel | Ivan Hristozov Gergin Nedialkov | Adam Mendrek Michal Svetnička     | Andrey Dolotov Rodion Kargaev    |
| Herrendoppel | Ivan Hristozov Gergin Nedialkov | Adam Mendrek Michal Svetnička     | Ivan Tucaković Filip Špoljarec   |
| Damendoppel  | Olga Morozova Natalia Rogova    | Krisztina Perenyi Eszter Zsolt    | Lucie Černá Kateřina Tomalová    |
| Damendoppel  | Olga Morozova Natalia Rogova    | Krisztina Perenyi Eszter Zsolt    | Isabel Delueg Franziska Kofler   |
| Mixed        | Alen Roj Urška Polc             | Michael Teuber Barbara Bellenberg | Andrey Dolotov Natalia Rogova    |
| Mixed        | Alen Roj Urška Polc             | Michael Teuber Barbara Bellenberg | Alexandr Zinchenko Olga Morozova |